# Traína
Bajo la denominación de traína se conocen varias redes pero en las costas septentrionales de España pronunciando según está escrito, significa una que consta regularmente de cincuenta brazas de largo y de ocho en su mayor anchura porque las bandas desde los calones, que tienen la malla de pulgada en cuadro, empiezan por dos brazas y siguen progresivamente de menos a más hasta el centro o cope que es de malla de media pulgada: las relingas superior e inferior son por lo general de esparto: los corchos están colocados a la distancia de un codo unos de otros y en la parte central se ponen con mucha más proximidad a fin de sostener el mayor peso por razón de la mayor anchura. Los plomos se echan proporcionados y repartidos en competente distancia, para que cale al fondo dicha red.
Según los parajes suelen distinguirse en las dimensiones y mallas y para esto las denotan como Traína de Barra, Traína de Beta y Traína de Costa, que substancialmente vienen a ser una misma cosa.
En varios puertos dan el nombre de Traína a otra red que aplican a diversas pescas en todas estaciones, muy diferente de la Traíña de Galicia, que es de distinto volumen y solo se emplea en la costera de sardina.

## Historia
Finalmente, este arte es uno de los más antiguos que se conocen en las Costas referidas y no parece violento creer, que desde tiempo de los Romanos estaba en uso, si atendemos a la derivación del verbo latino Traho, de que sin duda tuvo origen la voz Traína y Trainera, que también suelen pronunciar muchos pescadores en el hecho de querer significar dicha red: todo lo cual comprueban varios artículos de las Ordenanzas del gremio de pescadores de San Vicente de la Barquera desde siglos anteriores.
En 1455 instituyó, que las Traínas no pescasen en la barra o entrada del puerto ni en otra inmediata y en caso de ejecutarlo para coger sardina, se dejase cabo en tierra y cobrase la red en el barco a distancia de la orilla, alzando o recogiendo ambas bandas.
En 1456 estableció, que no pudiese redar la Traína donde se pescase con redes de enmallar o sardineras, por evitar el perjuicio indispensable de ahuyentar la pesca. 
Duhamel habla también de esta red para coger Salmones y otros varios peces, que en francés pronuncian Trame y explica el modo de usarla en semejantes pesqueras diciendo: 
Para coger peces en los grandes ríos se usa de dos suertes de redes, una que se llama Traína hecha de cáñamo de noventa brazas de largo y tres de caída: sus mallas son bastante anchas, de modo que no pueden retener los peces pequeños: está provista de corchos y plomos y además se halla sostenida